# La Nativité (Piero della Francesca)
Pour les articles homonymes, voir Nativité (homonymie).
La Nativité est une œuvre de Piero della Francesca, conservée à la National Gallery de Londres. C'est une peinture sur bois de 124,4 × 122,6 cm réalisée entre 1470 et 1475. Probablement un des derniers tableaux que Piero ait peints avant sa cécité.
Le tableau semble inachevé comme en témoignent des traits de l'ébauche encore visibles et  cette impression est accentuée des traces d'anciennes restaurations.

## Histoire
Le tableau appartenait à la famille Marini Franceschi de Borgo San Sepolcro, descendant de Marco, le frère de Piero. Le chevalier Frescobaldi, son propriétaire d'alors, le cède en 1861 à un Britannique, Alexander Barker.
La National Gallery en fait l'acquisition le 6 juin 1874 lors de la vente Barker.

## Iconographie
La Nativité est un thème récurrent de l'iconographie chrétienne qui se doit de représenter la venue au monde de Jésus de Nazareth entouré de ses parents, Marie et Joseph, du bœuf et de l'âne dans l'étable, d'anges témoins de la scène, certains musiciens et d'autres protagonistes venus aussi lui rendre hommage (bergers, rois mages…).

## Description
Jésus enfant est couché sur le sol, les bras tendus vers sa mère, presque au centre de la composition.
La Vierge Marie est agenouillée, les mains jointes, vêtue des trois couleurs, bleu, blanc et rouge.
Un groupe de cinq anges chantant et jouant du luth et de la viole constitue l'arrière-plan immédiat de Jésus. Ils sont pieds nus sur le sol caillouteux.
Joseph, à droite, assis sur un bât, une gourde à ses pieds, regarde ailleurs, vers le paysage.
Derrière lui se trouvent les bergers en adoration.
Un clocher est visible dans le fond à droite.
Le paysage visible à gauche est peint comme une miniature.
L'étable, dans le fond, est peinte avec  réalisme avec une ombre portée et des animaux en mouvement.
Le toit de l'étable porte des touffes de mousse et d'herbe ; une pie (symbole de joie) est postée, vue de profil, dans le coin avant gauche.

## Analyse
Piero della Francesca s'inspire de la peinture flamande dans nombre de détails accentuant l'intimité :
- le groupe des anges musiciens,
- l'Enfant Jésus (Hugo van der Goes[2]),
- réalisme du visage des vieillards[1],
- humilité de la Vierge priant,
- vraisemblance historique[1] des détails de l'étable rustique,
- paysage détaillé de gauche.

Les couleurs qui vêtent Marie symbolisent respectivement, par le bleu, le signe de la royauté céleste, par le blanc, l'indication de sa virginité et par le rouge, les prémisses de la mort du Christ.
L'étable rustique (« à la toscane ») est en ruine, symbolisant l'Église que le Christ vient reconstruire, et figurée par un clocher visible  dans le paysage d'une petite ville (d'Ombrie ?), à droite.
Le paysage sur la gauche adopte le point de vue d'un oiseau dans le ciel qu'on retrouvera chez Léonard de Vinci ou même dans les peintures chinoises de paysage.
Ce point de vue est probablement dû à une composition perspective respectant la position du tableau qui devait figurer au-dessus d'un autel.
Le groupe d'anges chantant et jouant est manifestement inspiré de la peinture flamande de laquelle vient également la technique de la peinture à l'huile maîtrisée alors par Piero.
Le sol et  le toit de l'étable  détachent les scènes annexes  présentées de part et d'autre.

### Radio
- « Épisode : Piero della Francesca, Nativité (1470) », Des œuvres à voir (au moins) une fois dans sa vie, France Culture, Les Regardeurs par Jean de Loisy et Sandra Adam-Couralet, le 29 mars 2014.